# Prevail II
Prevail II je páté studiové album kanadské heavymetalové hudební skupiny Kobra and the Lotus. Vydáno bylo 27. dubna 2018 prostřednicím společnosti Napalm Records. Jedná se o sequel k předchozí desce Prevail I, která byla po tříměsíčním odkladu vydána v květnu roku 2017. Odkladu se dočkalo také Prevail II. To mělo být totiž původně vydáno na podzim roku 2017.

## Seznam skladeb
| Pořadí         | Název                             | Délka |
| -------------- | --------------------------------- | ----- |
| 1.             | Losing My Humanity                | 4:21  |
| 2.             | Let Me Love You                   | 4:32  |
| 3.             | Ribe                              | 2:07  |
| 4.             | My Immortal                       | 5:03  |
| 5.             | Human Empire                      | 4:50  |
| 6.             | Heartache                         | 4:33  |
| 7.             | Velvet Roses                      | 4:08  |
| 8.             | Modern Day Hero                   | 5:59  |
| 9.             | You're Insane                     | 5:04  |
| 11.            | White Water                       | 6:03  |
| 12.            | The Chain (Fleetwood Mac)         | 2:29  |
| 13.            | Let Me Love You (akustická verze) | 4:03  |
| Celková délka: | Celková délka:                    | 53:12 |

## Obsazení
- Kobra Paige – zpěv, piano
- Jasio Kulakowski – kytara
- Jurekk James – kytara
- Brad Kennedy – basová kytara
- Marcus Lee – bicí